# Eric Bywaters
Eric George Lapthorne Bywaters (* 1. Juni 1910 in London; † 2. April 2003 in Beaconsfield) war ein britischer Mediziner.
Bywaters studierte an der Middlesex Hospital Medical School mit dem Abschluss 1933 und war dann Assistent des Pathologen Lionel Whitby. 1937 war er auf Einladung des Rheumatologen Walter Bauer am Massachusetts General Hospital und forschte über Lupus erythematodes. Bei Kriegsbeginn 1939 kehrte er nach Großbritannien zurück, wurde aber wegen Nierenproblemen nicht in die Armee übernommen und übernahm stattdessen die Rheumatologie an der British Postgraduate Medical School des Hammersmith Hospital. Während der Bombardierung Londons klärte er das sogenannte Crush Syndrome, Nierenversagen bei verschütteten und verwundeten Bombenopfern nach deren Befreiung, was Bywater auf die Freisetzung von Myoglobin aus verletztem Muskelgewebe in den Blutstrom zurückführte. Außerdem fand er eine Behandlungsmethode in Form der intravenösen oder oralen Gabe alkalihaltiger Flüssigkeit.
Nach dem Krieg baute er die Rheumatologie als eigenständige Disziplin in Großbritannien auf. Ab 1947 war er zusätzlich Direktor einer kleinen Klinikabteilung für Rheumakranke an einem Krankenhaus des kanadischen Roten Kreuzes in Taplow bei Maidenhead. Er unternahm gleich nach der Entdeckung der therapeutischen Wirkung von Cortison gegen rheumatisches Fieber durch Philip Showalter Hench und Edward Calvin Kendall klinische Tests, die dies bestätigten (Teilnahme an einer US-amerikanisch-britischen Studie 1948). Als Prävention bei rheumatischen Herzerkrankungen erwies sich Cortison als Fehlschlag, diese wurden aber durch das Vordringen von Antibiotika in Großbritannien fast völlig zum Verschwinden gebracht. Bywaters nutzte seine Expertise als Pathologe zur genauen Charakterisierung rheumatischer Erkrankungen und entwickelte neue Methoden der Behandlung chronischer Arthritis bei Kindern und Jugendlichen.
1963 erhielt er den Canada Gairdner International Award.